# Guo Shuang
Guo Shuang (en chino: 郭爽; 26 de febrero de 1986) es una deportista china que compitió en ciclismo en la modalidad de pista, especialista en las pruebas de velocidad y keirin.
Participó en dos Juegos Olímpicos de Verano, obteniendo en total cuatro medallas: en Pekín 2008 una de bronce en la prueba de velocidad individual y en Londres 2012 plata en keirin y en velocidad por equipos (junto con Gong Jinjie) y bronce en velocidad individual.
Ganó nueve medallas en el Campeonato Mundial de Ciclismo en Pista entre los años 2006 y 2013.

## Trayectoria deportiva
Guo ganó dos medallas de bronce en el Mundial de 2006, en velocidad individual y keirin, y dos medallas de plata en el Mundial de 2007, de nuevo en velocidad individual y keirin.
En los Juegos Olímpicos de Pekín 2008 tuvo una accidentada semifinal en la prueba de velocidad individual; después de haber ganado la primera manga y concedido la segunda a su rival, Anna Meares, en la tercera serie, aunque ganó, fue relegada por realizar una maniobra no permitida.
Compitió en los Juegos Olímpicos de Londres 2012, estableciendo junto a Gong Jinjie un récord mundial de 32,422 segundos en la segunda ronda de la prueba de velocidad por equipos.

## Medallero internacional
| Juegos Olímpicos   | Juegos Olímpicos           | Juegos Olímpicos  | Juegos Olímpicos      |
| Año                | Lugar                      | Medalla           | Competición           |
| ------------------ | -------------------------- | ----------------- | --------------------- |
| 2008               | Pekín (China)              | Medalla de bronce | Velocidad individual  |
| 2012               | Londres (Reino Unido)      | Medalla de plata  | Velocidad por equipos |
| 2012               | Londres (Reino Unido)      | Medalla de plata  | Keirin                |
| 2012               | Londres (Reino Unido)      | Medalla de bronce | Velocidad individual  |
| Campeonato Mundial |                            |                   |                       |
| Año                | Lugar                      | Medalla           | Competición           |
| 2006               | Burdeos (Francia)          | Medalla de bronce | Velocidad individual  |
| 2006               | Burdeos (Francia)          | Medalla de bronce | Keirin                |
| 2007               | Palma de Mallorca (España) | Medalla de plata  | Velocidad individual  |
| 2007               | Palma de Mallorca (España) | Medalla de plata  | Keirin                |
| 2009               | Pruszków (Polonia)         | Medalla de oro    | Keirin                |
| 2010               | Ballerup (Dinamarca)       | Medalla de plata  | Velocidad individual  |
| 2011               | Apeldoorn (Países Bajos)   | Medalla de bronce | Velocidad por equipos |
| 2012               | Melbourne (Australia)      | Medalla de bronce | Velocidad por equipos |
| 2013               | Minsk (Bielorrusia)        | Medalla de plata  | Velocidad por equipos |

## Palmarés
- 2003
  -  Campeona del mundo júnior en Velocidad
  -  Campeona del mundo júnior en 500 metros contrarreloj
- 2004
  -  Campeona del mundo júnior en Velocidad
  -  Campeona del mundo júnior en 500 metros contrarreloj
  -  Campeona del mundo júnior en Keirin
- 2006
  - Medalla de oro en los Juegos Asiáticos en velocidad
  - Medalla de oro en los Juegos Asiáticos en 500 metros contrarreloj
- 2007
  - Campeona de Asia en velocidad
  - Campeona de Asia en velocidad por equipos (con Zheng Lulu)
- 2008
  -  Medalla de bronce a los Juegos Olímpicos de Pequín en Velocidad individual
- 2009
  -  Campeona del mundo de Keirin
- 2010
  - Medalla de oro en los Juegos Asiáticos en velocidad
  - Campeona de Asia en velocidad
  - Campeona de Asia en 500 metros
- 2011
  - Campeona de Asia en velocidad
  - Campeona de Asia en keirin
- 2012
  -  Medalla de plata a los Juegos Olímpicos de Londres en Velocidad por equipos (con Gong Jinjie)
  -  Medalla de plata a los Juegos Olímpicos de Londres en Keirin
  -  Medalla de bronce a los Juegos Olímpicos de Londres en Velocidad individual

### Resultados en laCopa del Mundo
- 2004
  - 1.ª en Moscú y Sídney, en Keirin
- 2006-2007
  - 1.ª en la Clasificación general y en la prueba de Sídney, en Keirin
- 2009-2010
  - 1.ª en la Clasificación general y en la prueba de Pequín, en Velocidad
  - 1.ª en la Clasificación general y en la prueba de Pequín, en Keirin
- 2010-2011
  - 1.ª en Melbourne, en Velocitat per equips
  - 1.ª en Mánchester, en Keirin
- 2011-2012
  - 1.ª en la Clasificación general y en las pruebasde Pequín y Londres, en Velocidad
  - 1.ª en Pequín, en Keirin
- 2014-2015
  - 1.ª en la Clasificación general y en las pruebas de Guadalajara i Londres, en Keirin
- 2015-2016
  - 1.ª en la Clasificación general y en las pruebas de Cambridge, en Keirin
  - 1.ª en la Clasificación general, en Velocidad